# 대한민국 국회 교육문화체육관광위원회
교육문화체육관광위원회(敎育文化體育觀光委員會), 약칭 교문위(敎文委)는 교육·문화체육관광에 관한 국회의 의사결정기능을 실질적으로 수행하는 국회 상임위원회이다.

## 설치 근거 및 소관 업무

### 설치 근거
- 국회법 [법률 제11717호, 2013.03.23 일부개정] 제37조[1]

### 소관 업무
- 교육부와 문화체육관광부의 소관에 속하는 의안과 청원 등의 심사, 기타 법률에서 정하는 직무를 수행한다.

## 연혁
- 1948년 10월 2일: 문교사회위원회를 설치
- 1951년 3월 15일: 문교사회위원회를 문교위원회로 개편
- 1963년 11월 26일: 문교위원회를 문교공보위원회로 개편
- 1990년 6월 29일: 문교공보위원회를 문화공보위원회와 문교체육위원회로 분리
- 1991년 5월 31일: 문교체육위원회를 교육체육청소년위원회로 개편
- 1993년 3월 6일: 교육체육청소년위원회를 교육위원회로 개편
- 2008년 8월 25일: 교육위원회를 교육과학기술위원회로 개편
- 2013년 3월 23일: 교육과학기술위원회를 교육문화체육관광위원회로 개편
- 2018년 7월 17일: 교육위원회와 문화체육관광위원회로 분리

## 소관 부처
- 교육부
- 문화체육관광부
  - 문화재청

## 위원 명단
| 위원정수 | 현원   | 더불어민주당 | 자유한국당 | 바른미래당               | 평화와 정의의 의원 모임  |
| 29       | 29     | 13 | 11 | 3                        | 2                        |
| -------- | ------ | --- | --- | ------------------------ | ------------------------ |
| 위원장   | 위원장 | | |                          | 박주현 (1963년) 비례대표 |
| 간사     | 간사   | 손혜원 서울 마포구 을 | 박인숙 서울 송파구 갑 | 김수민 (1986년) 비례대표 | 최경환 광주 북구 을      |
| 위원     | 위원   | - 소병훈 경기 광주시 갑 - 신경민 서울 영등포구 을 - 우상호 서울 서대문 갑 - 유은혜 경기 고양시 병 - 이상헌 울산 북구 - 정세균 종로구 | - 김재원 경북 상주시.군위군.의성군.청송군 - 염동열 강원 횡성군.태백시.영월군.평창군.정선군 - 조경태 부산 사하구 을 - 조훈현 비례대표 - 한선교 경기 용인시 병 - 홍문표 충남 홍선군.예산군 | - 김수민 비례대표        |                          |

### 소위원회
| 소위원회                           | 소위원회 | 의원         | 의원       | 의원       | 의원                    |
| 소위원회                           | 소위원회 | 더불어민주당 | 자유한국당 | 바른미래당 | 평화와 정의의 의원 모임 |
| ---------------------------------- | -------- | ------------ | ---------- | ---------- | ----------------------- |
| 교육법안심사소위원회 (9인)         | 소위원장 |              |            |            |                         |
| 교육법안심사소위원회 (9인)         | 소위원   |              |            |            |                         |
| 문화체육관광법안심사소위원회 (9인) | 소위원장 |              |            |            |                         |
| 문화체육관광법안심사소위원회 (9인) | 소위원   |              |            |            |                         |
| 예산결산기금심사소위원회 (9인)     | 소위원장 |              |            |            |                         |
| 예산결산기금심사소위원회 (9인)     | 소위원   |              |            |            |                         |
| 청원심사소위원회 (5인)             | 소위원장 |              |            |            |                         |
| 청원심사소위원회 (5인)             | 소위원   |              |            |            |                         |

## 소관 법률

### 교육부

#### 기본법 관련 법률
- 교육기본법
- 인적자원개발 기본법

#### 유아교육 관련 법률
- 유아교육법

#### 초·중등교육 관련 법률
- 초·중등교육법
- 학교폭력예방 및 대책에 관한 법률
- 교육관련기관의 정보공개에 관한 특례법
- 학교도서관진흥법
- 교육국제화특구의 지정·운영 및 육성에 관한 특례법

#### 학생건강안전 관련 법률
- 학교급식법
- 학교보건법
- 학교안전사고 예방 및 보상에 관한 법률
- 학교체육진흥법

#### 학교시설 관련 법률
- 학교시설사업 촉진법
- 학교용지 확보 등에 관한 특례법
- 학교용지부담금 환급 등에 관한 특별법

#### 과학영재교육 관련 법률
- 과학교육진흥법
- 영재교육진흥법

#### 특수교육 관련 법률
- 장애인 등에 대한 특수교육법

#### 지방교육자치 관련 법률
- 지방교육자치에 관한 법률
- 지방교육재정교부금법
- 폐교재산의 활용촉진을 위한 특별법
- 도서·벽지 교육진흥법

#### 고등교육 관련 법률
- 고등교육법
- 한국대학교육협의회법
- 한국전문대학교육협의회법
- 국립대학병원 설치법
- 국립대학교치과병원 설치법
- 서울대학교병원설치법
- 서울대학교치과병원설치법
- 국립대학법인 서울대학교 설립·운영에 관한 법률
- 국립대학법인 인천대학교 설립·운영에 관한 법률
- 법학전문대학원 설치·운영에 관한 법률

#### 평생직업교육 관련 법률
- 평생교육법
- 학원의 설립·운영 및 과외교습에 관한 법률
- 학점인정 등에 관한 법률
- 독학에 의한 학위취득에 관한 법률
- 직업교육훈련촉진법
- 산업교육진흥 및 산학연협력촉진에 관한 법률
- 자격기본법

#### 학술 관련 법률
- 사료의 수집·편찬 및 한국사의 보급 등에 관한 법률
- 동북아역사재단 설립·운영에 관한 법률
- 한국교육학술정보원법
- 학술진흥법
- 대한민국학술원법
- 한국고전번역원법
- 한국학중앙연구원 육성법
- 한국연구재단법

#### 교원 관련 법률
- 교육공무원법
- 국립사범대학 졸업자 중 교원미임용자 임용 등에 관한 특별법
- 병역의무 이행 관련 교원미임용자 채용에 관한 특별법
- 시국사건관련교원임용제외자채용에관한특별법
- 교원지위향상을 위한 특별법
- 퇴직교원 평생교육활동 지원법
- 한국교직원공제회법
- 대학교원 기간임용제 탈락자 구제를 위한 특별법

#### 사립학교 관련 법률
- 사립학교법
- 한국사학진흥재단법
- 사립학교교직원 연금법

#### 국제교육협력 관련 법률
- 경제자유구역 및 제주국제자유도시의 외국교육기관 설립·운영에 관한 특별법
- 유네스코 활동에 관한 법률
- 재외국민의 교육지원 등에 관한 법률

#### 인력양성 관련 법률
- 취업 후 학자금 상환 특별법
- 한국장학재단 설립 등에 관한 법률

### 문화체육관광부

#### 문화예술 관련 법률
- 문화예술진흥법
- 국어기본법
- 도서관법
- 박물관 및 미술관 진흥법
- 공연법
- 문화예술교육 지원법
- 지방문화원진흥법
- 대한민국예술원법
- 전통사찰의 보존 및 지원에 관한 법률
- 향교재산법
- 동학농민혁명 참여자 등의 명예회복에 관한 특별법
- 아시아문화중심도시 조성에 관한 특별법
- 예술인복지법
- 작은도서관 진흥법

#### 문화콘텐츠산업 관련 법률
- 문화산업진흥 기본법
- 영상진흥기본법
- 영화 및 비디오물의 진흥에 관한 법률
- 게임산업진흥에 관한 법률
- 음악산업진흥에 관한 법률
- 콘텐츠산업진흥법
- 저작권법
- 이스포츠(전자스포츠) 진흥에 관한 법률
- 만화진흥에관한법률

#### 미디어 관련 법률
- 신문 등의 진흥에 관한 법률
- 지역신문발전지원 특별법
- 출판문화산업 진흥법
- 독서문화진흥법
- 뉴스통신진흥에 관한 법률
- 언론중재 및 피해구제 등에 관한 법률
- 인쇄문화산업 진흥법
- 잡지 등 정기간행물의 진흥에 관한 법률

#### 관광 관련 법률
- 관광기본법
- 관광진흥법
- 관광진흥개발기금법
- 국제회의산업 육성에 관한 법률
- 한국관광공사법
- 관광숙박시설 확충을 위한 특별법

#### 체육 관련 법률
- 국민체육진흥법
- 체육시설의 설치·이용에 관한 법률
- 경륜·경정법
- 스포츠산업진흥법
- 태권도 진흥 및 태권도공원 조성 등에 관한 법률
- 2011대구세계육상선수권대회·2013충주세계조정선수권대회·2014인천아시아경기대회·2014인천장애인아시아경기대회 및 2015광주 하계유니버시아드대회 지원법
- 전통무예진흥법
- 포뮬러원 국제자동차 경주대회 지원법
- 2013평창동계스페셜올림픽세계대회지원법
- 2018평창동계올림픽대회 및 장애인올림픽대회지원 등에관한 특별법
- 국제경기대회지원법안
- 씨름 진흥법
- 학교체육진흥법

#### 사행산업 관련 법률
- 사행산업통합감독위원회법

#### 문화재 관련 법률
- 문화재보호법
- 문화재 수리 등에 관한 법률
- 매장문화재 보호 및 조사에 관한 법률
- 고도 보존에 관한 특별법
- 문화재보호기금법
- 문화유산과 자연환경자산에 관한 국민신탁법
- 한국전통문화대학교설치법